# 村雲駅
村雲駅（むらくもえき）は、かつて兵庫県多紀郡多紀町（現・丹波篠山市向井）にあった、日本国有鉄道（国鉄）篠山線の駅（廃駅）である。篠山線の廃線に伴い、1972年（昭和47年）3月1日に廃駅となった。
当駅からは、付近で算出されるマンガンや硅石を貨物として積み出していた。

## 歴史

### 年表
- 1944年（昭和19年）3月21日：篠山線開通と同時に開業[1]。
- 1958年（昭和33年）11月1日：駅員は継続配置するが、乗車券の発売および改札・集札を車掌が行うようになる[2]。
- 1972年（昭和47年）3月1日：篠山線の廃線に伴い廃止[3]。

### 駅名の由来
当駅の開業時から1955年（昭和30年）まで当地に存在した「村雲村」によるものである。村雲の名前は、付近一帯の広域地名として小学校名などで使われている。

## 駅構造
駅舎が線路の北側にあり、駅舎に面した貨物用ホームと、駅舎から離れた旅客列車用の島式ホームがあった。構内が広かったため、駅跡のモニュメントの駅名標は、線路跡の県道からやや北に入ったところにある。

## 駅周辺
駅跡地は兵庫県道543号上宿栃梨線、周辺はビニールハウスや田畑、宅地になっている。
- 雲部車塚古墳
- 籾井川

## 隣の駅
日本国有鉄道
篠山線
丹波日置駅 - 村雲駅 - 福住駅